# Nagelshub
Nagelshub (historisch auch: Nagelsbuch; westallgäuerisch: Nagəlshuəb) ist ein Gemeindeteil des Markts Weiler-Simmerberg im  bayerisch-schwäbischen Landkreis Lindau (Bodensee).

## Geographie
Der Weiler liegt circa drei Kilometer östlich des Hauptorts Weiler im Allgäu und zählt zur Region Westallgäu. Nordwestlich der Ortschaft liegt Simmerberg. Nördlich von Nagelshub liegt der Ellhofer Tobel.

## Ortsname
Der Ortsname setzt sich aus dem Familiennamen Nagel sowie dem Grundwort -hub für Hufe bzw. kleines Hofgut zusammen. So bedeutet der Ortsname Hufe des Nagel.

## Geschichte
Nagelshub wurde urkundlich erstmals im Jahr 1475 mit dem Aufkauf durch Ellhofen erwähnt. 1771 fand die Vereinödung Nagelshubs statt. Der Ort gehörte einst der Herrschaft Altenburg, dann dem Gericht Simmerberg in der Herrschaft Bregenz und zuletzt der Gemeinde Simmerberg an.

### Lerchenmühle
Die ehemalige Säge- und Mahlmühle am Tobelbach wurde vermutlich um das Jahr 1480 in Betrieb genommen. Der Mahlbetrieb wurde im Jahr 1880 eingestellt, der Sägebetrieb 1932.

## Bodendenkmal
Westlich des Orts befindet sich eine Straßentrasse vor- und frühgeschichtlicher oder mittelalterlicher Zeitstellung.